# Корнеев, Пётр Михайлович
Пётр Михайлович Корнеев (7 июля 1924— 27 февраля 1991) — советский военнослужащий, командир отделения 201-й отдельной разведывательной роты (311-я стрелковая дивизия, 61-я армия, 1-й Белорусский фронт) гвардии старший сержант — на момент представления к награждению орденом Славы 1-й степени, участник Великой Отечественной войны, Полный кавалер ордена Славы.

## Биография

### Ранняя биография
Родился 7 июля 1924 года в деревне Николо-Кропотки (ныне Талдомского района Московской области) в семье крестьянина. Русский. В 1939 году окончил 7 классов, затем — профтехшколу скорняков в селе Квашёнки того же района. Работал скорняком Квашонковской скорняжной артели.

### В Великую Отечественную войну
В августе 1942 года был призван в Красную армию Талдомским райвоенкоматом. Службу начал в 15 отдельном мотоциклетном полку курсантом, мотоциклистом. Здесь принял присягу.
С 15 февраля 1943 года участвовал в боях Великой Отечественной войны. Весь боевой путь прошёл в составе 201-й отдельной разведывательной роты 311-й стрелковой дивизии, был разведчиком, командир отделения разведчиков. Участвовал в сражении на Курской дуге, Мелитопольской операции, освобождении Крыма. Был четырежды ранен: в декабре 1942, июне и сентябре 1943, в ноябре 1944 года.
Первую боевую награду заслужил в боях Варшавско-Познанской операции. 14 января на острове в русле реки Висла восточнее населённого пункта Пулько вслед за артподготовкой с группой разведчиков решительным броском ворвался в траншеи врага. Разведчики захватили трёх пленных с документами и оружием. Передав пленных для конвоирования в часть Корнеев продолжил действовать в боевых порядках наступающего подразделения. За этот бой награждён орденом Красной Звезды.
Продвигаясь с боями вперёд, дивизия в начале февраля вышла в район Шнайдемюль, освободила город, приняв участие в уничтожении окружённой группировки противника. 16 февраля начала штурм также окружённого города Арнсвальде.
16 февраля 1945 года в городе Арнсвальде (ныне Хошно, Польша) гвардии старший сержант Корнеев с группой разведчиков находился в наблюдении в боевых порядках 1069-го стрелкового полка. При отражении контратаки противника сразил 11 гитлеровских солдат и одного офицера, захватил вражеский пулемёт.
Приказом по частям 211-й стрелковой дивизии от 21 февраля 1945 года (№ 22/н) гвардии старший сержант Корнеев Пётр Михайлович награждён орденом Славы 3-й степени.
В ходе Восточно-Померанской операции дивизия перешла в наступление в составе ударной группировки фронта, вела тяжёлые бои по прорыву обороны и ликвидации Штеттинской группировки противника, приняла участие в освобождении города Штаргард.

### Подвиг
В период 9-10 марта 1945 года в районе города Штаргард (Польша) с группой разведчиков в составе стрелкового батальона оборонял железнодорожную станцию. Выполняя задачу по захвату контрольного пленного уничтожил пулемётный расчёт и несколько гитлеровцев, обеспечил захват пленных: двух офицеров и 7 солдат. Был представлен к награждению орденом Славы 2-й степени.
На завершающем этапе войны участвовал в Берлинской наступательной операции. Дивизия наступала севернее Берлина.
30 апреля 1945 года в боб в окрестностях города Берлин группа разведчиков во главе с гвардии старшим сержантом Корнеевым истребила свыше 10 фашистов, 5 взяла в плен. Был представлен к награждению орденом Славы 1-й степени.
День Победы встретил на реке Эльба юго-восточней города Виттенберг, куда дивизия вышла 3-4 мая 1945 года.
Приказом по войскам 61-й армии от 26 мая 1945 года (№ 512/н) гвардии старший сержант Корнеев Пётр Михайлович награждён орденом Славы 2-й степени.

### После войны
13 июня 1945 года весь личный состав 311-й сд был передан в 75-ю гвардейскую стрелковую дивизию. Позднее П. Корнеев проходил военную службу в 1-м авиационном техническом полку: старшина, метеоролог. В апреле 1946 года был демобилизован.
Указом Президиума Верховного Совета СССР от 15 мая 1946 года гвардии старший сержант Корнеев Пётр Михайлович награждён орденом Славы 1-й степени. Стал полным кавалером ордена Славы.
Гвардии старшина в отставке вернулся в свою родную деревню Николо-Кропотки Талдомского района. Работал счетоводом в колхозе. С апреля 1963 года — рабочим в совхозе «Измайловский» Талдомского района.
С ноября 1973 года до смерти трудился лесником Салтыково-Щедринского лесничества Талдомского лесхоза Московского управления лесами. Работая лесником, хорошо знал свой обход и его границы, свободно ориентировался в лесу. В охраняемом им обходе организовал школьников 8 и 9 классов Николо-Кропоткинской школы, которые помогали ему в охране леса от пожаров. В обходе лесника П. М. Корнеева не было ни лесных пожаров, ни самовольных порубок. Ежегодно со школьниками изготавливали и развешивали по 15 штук скворечников.
Жил в родной деревне Николо-Кропотки. Скончался 27 февраля 1991 года. Похоронен в деревне Николо-Кропотки.

## Награды
- Орден Отечественной войны I степени (06.03.1985)[5]
- Орден Красной Звезды(16.01.1945)[6]
- Орден Славы I степени(15.05.1946)[3]
- Орден Славы II степени(26.05.1945)[7]
- Орден Славы III степени (21.02.1945)[8]
- Медаль «За отвагу»
- Медаль «В ознаменование 100-летия со дня рождения Владимира Ильича Ленина» (6 апреля 1970)
- Медаль «За победу над Германией в Великой Отечественной войне 1941—1945 гг.» (9 мая 1945[9])
- Юбилейная медаль «Двадцать лет Победы в Великой Отечественной войне 1941—1945 гг.» (7 мая 1965[10])
- Юбилейная медаль «Тридцать лет Победы в Великой Отечественной войне 1941—1945 гг.»[11]
- Медаль «Сорок лет Победы в Великой Отечественной войне 1941—1945 гг.»[12]
- Медаль «Ветеран труда»
- Юбилейная медаль «50 лет Вооружённых Сил СССР» (26 декабря 1967[13])
- Юбилейная медаль «60 лет Вооружённых Сил СССР» (28 января 1978[14])
- Знак «25 лет победы в Великой Отечественной войне» (1970)